# Xixiasaurus
Xixiasaurus é um gênero de dinossauro terópode do período Cretáceo Superior da China. Ah uma única espécie descrita para o gênero Xixiasaurus henanensis.